# Qinqin
 (juin 2023).
Si vous disposez d'ouvrages ou d'articles de référence ou si vous connaissez des sites web de qualité traitant du thème abordé ici, merci de compléter l'article en donnant les références utiles à sa vérifiabilité et en les liant à la section « Notes et références ».

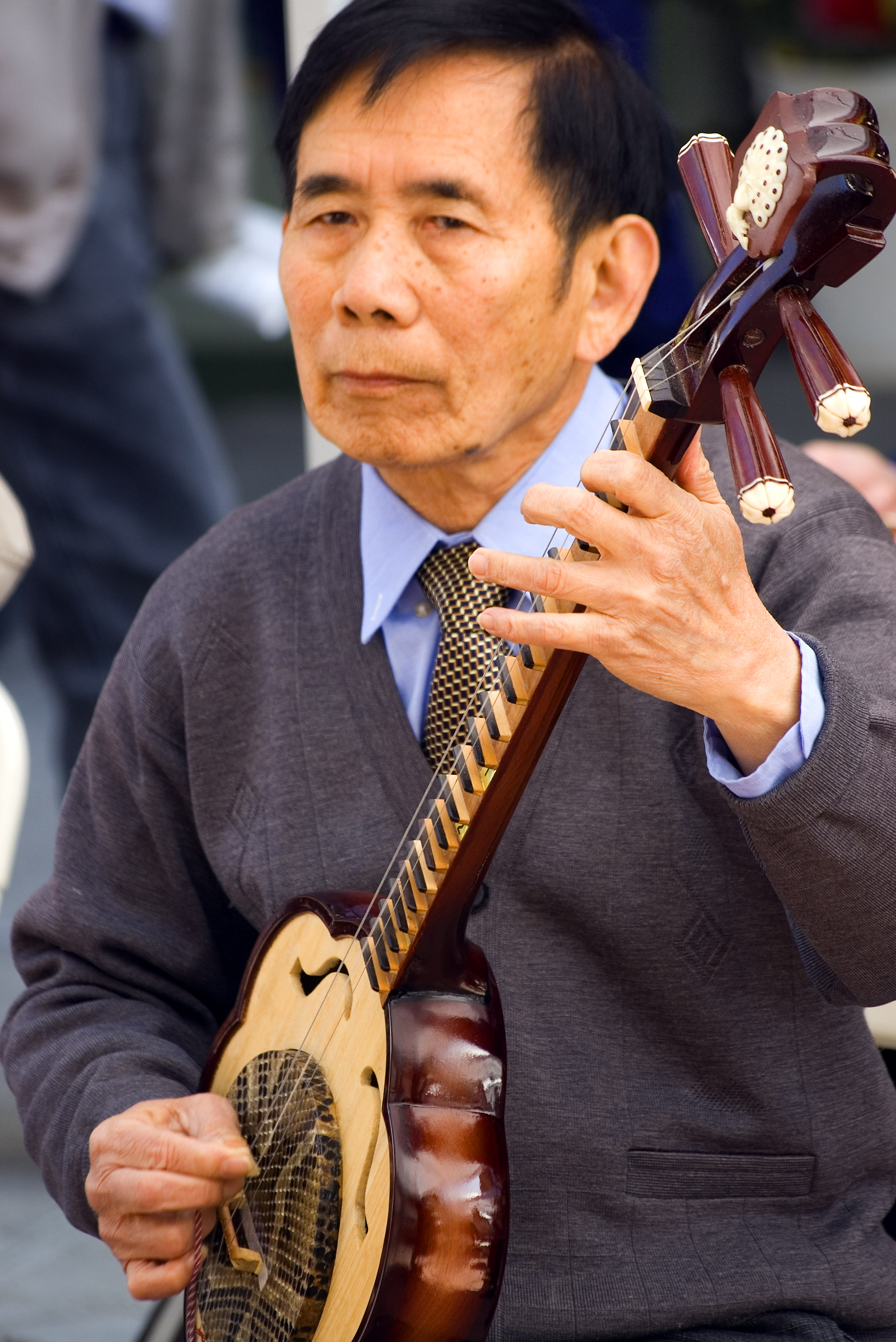
Un joueur de qinqin.

Le qinqin (chinois : 秦琴 ; pinyin : qínqín) est un luth chinois à manche long.

## Lutherie
Il en existe trois variantes :
- La caisse de résonance est ronde avec une table d'harmonie en bois et un chevillier moderne.
- La caisse de résonance est ronde avec une table d'harmonie en peau de serpent et un chevillier moderne.
- La caisse de résonance est hexagonale aux côtés arrondis avec un chevillier traditionnel aux grandes chevilles.

Le manche est long et fretté, il ne se prolonge pas sur la table d'harmonie. Il y a quatre cordes en soie ou en métal.
Le qinqin est apparenté au sanxian (三弦/三絃) et au sanshin (三線/サンシン) d'Okinawa, lui-même ancêtre du shamisen (三味線), un des instruments classiques de l'archipel principal du Japon. Il est fréquent d'en trouver à Taïwan sous une forme modifiée et moins coûteuse, tandis que l'apparence du sanshin trouvé à Okinawa est plus proche de celle du sanxian antique.
La filiation entre les instruments du sud-est de la Chine, de Taïwan et de l'archipel d'Okinawa est clairement visible par les motifs typiques en peau de serpent local, tandis que le shamisen a subi des modifications importantes par rapport à ces derniers pour se rapprocher davantage de la perception esthétique japonaise.